# Styloniscus cestus
Styloniscus cestus là một loài chân đều trong họ Styloniscidae. Loài này được Barnard miêu tả khoa học năm 1932.